# Argyractis decoralis
Argyractis decoralis là một loài bướm đêm trong họ Crambidae.